# Goethestraße 3 (Ebeleben)

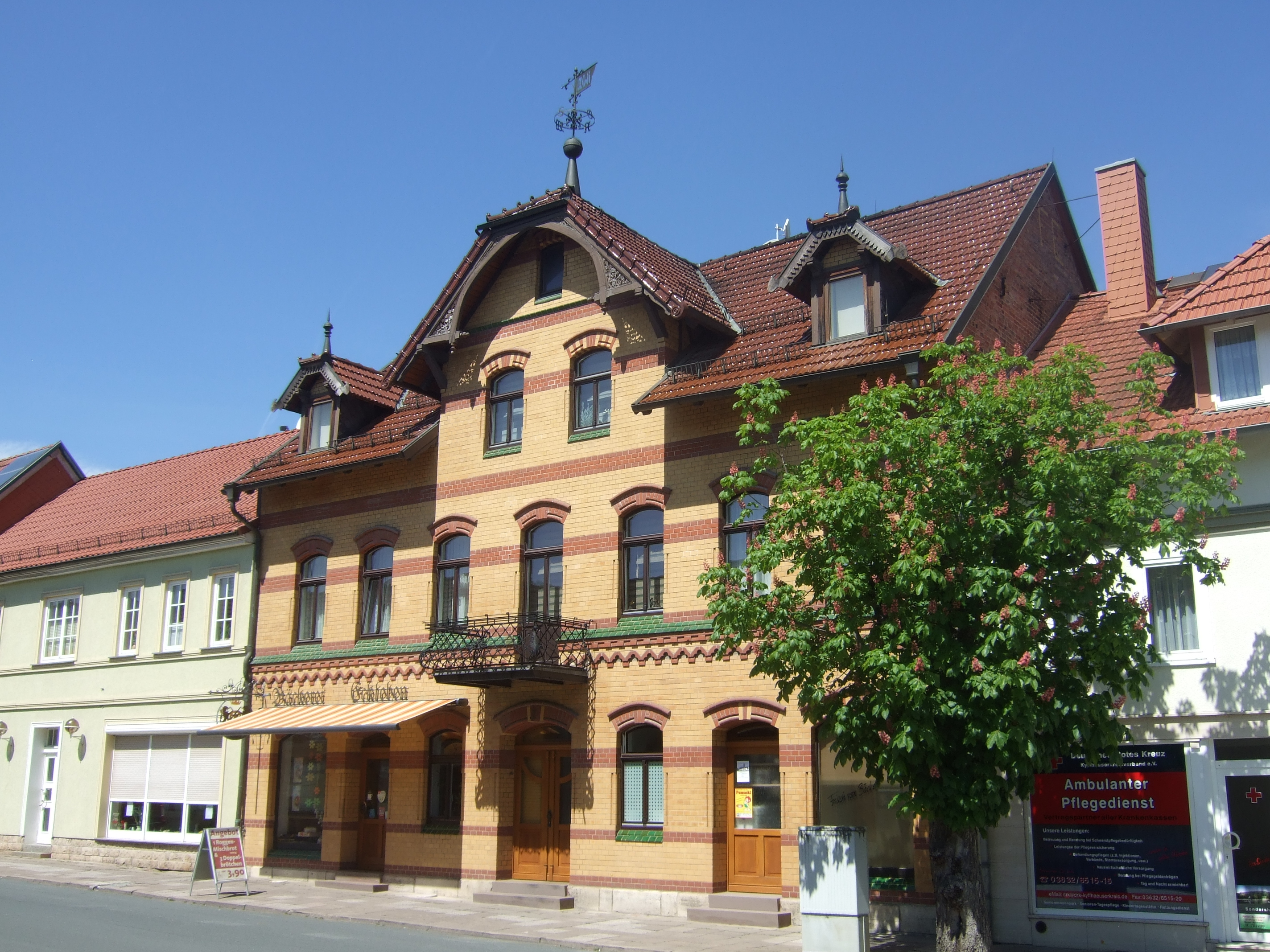
Ansicht von Südost – Im Giebel sind die Initialen „FE“ sichtbar.

Das Gebäude in der Goethestraße 3 in Ebeleben ist im Stil des Historismus bzw. der Gründerzeitarchitektur errichtet und wurde 1904 fertiggestellt.

## Geschichte
Es wurde nach 1900 von dem Ebelebener Architekten und Baumeister Franz Reimer im Auftrag des Bäckermeisters Fritz Eckleben entworfen und gebaut. Im Gegensatz zu einem reinen Stadtpalais oder einer ländlichen Villa, welche nur für Wohnzwecke konzipiert sind, wurde hier das Modell eines Wohn- und Geschäftshauses realisiert. In der ursprünglichen Planung befanden sich zwei Geschäfte im Erdgeschoss, wovon eines mehrfach vermietet wurde. Die Bäckerei des Bauherren bezog das zweite Geschäft. Unmittelbar hinter dem Verkaufsraum befand sich eine kleine Backstube sowie zugehörige Lager- und Nebenräume. Der Keller diente als Lager für Koks sowie Lebensmittel. Im repräsentativen ersten Obergeschoss, der Beletage, wohnte der Bäckermeister mit Familie selbst. Im zweiten Obergeschoss sowie dem Dachgeschoss befanden sich Räume für Gesellen und andere Beschäftigte. Mit Ende des Zweiten Weltkriegs, indem das Gebäude in Teilen des Daches sowie der Fassade beschädigt wurde, lösten sich die alten geschäftlichen Strukturen. Mit Beginn der Zeit der DDR verschwanden fremde Nutzer und die Backstube begann mit einer exzessiven Erweiterung. In den 1980er Jahren folgten erste starke Umbaumaßnahmen. Die originale Remise hinter der alten Backstube auf der Nordseite wurde abgetragen und wich einem zweigeschossigen Ergänzungsbau mit modernen Betondecken um die Produktionskapazität zu erweitern. Bei dieser Gelegenheit wurde ein neuer Zyklothermbackofen mit Ölbrenner installiert. Nach der Wende wurde in fünfter Generation ein zweiter Ergänzungsbau geplant, dieser dreigeschossige Bau ersetzte 1994 den alten Taubenschlag und dient einer komfortableren und zeitgemäßen Arbeitsumgebung. Durch Zusammenlegung einiger kleiner Räume und die Anpassung an neue hygienische Standards wurden auch im Originalbau von 1904 viele Änderungen durchgesetzt, weshalb der heutige Grundriss von den originalen Planungen zum Teil stark abweicht. Bis heute wird das Gebäude von der Firma Café & Bäckerei Eckleben als Produktions- und Verwaltungsstätte, Verkaufsraum sowie Wohnung genutzt.

## Architektur
Das Bauwerk befindet sich auf einem Grundstück im Zentrum der Kleinstadt etwa sechzig Meter vom Marktplatz entfernt. Es steht – typisch für die Gründerzeit und innerstädtische Bauplanung – in geschlossener Bauweise zu den Nachbargebäuden. Die Straßenfassade ist genau nach Süden ausgerichtet, was einige Vorteile bzgl. des Wohnkomforts aufweist. Über dem Feldsteinsockel liegt das bis zu sechzig Zentimeter starke Ziegelmauerwerk im alten Reichsformat. Die Straßenseite ist mit gelben, roten sowie grün glasierten Klinkersteinen verblendet. Die Fassade selbst ist wenig verspielt und streng geometrisch gegliedert. Eine Ausnahme bildet die Fensterlinie der Beletage mit aufwendigem plastischen Mauerwerk sowie einem zentralen Balkon mit stark verziertem Geländer im Anklang an den Jugendstil. Darüber, im zweiten Obergeschoss, entwächst ein giebelständiges Zwerchhaus und zwei große Gauben auf dem traufständigen Satteldach mit dunkel glasierten Dachziegeln. Hervorstechende Dachbekrönung ist eine große Wetterfahne über dem regional typischen Dachgrat die das Gebäude nach oben hin vollendet. Im Erdgeschoss wurde in etlichen Räumen aufwendiger Terrazzo verlegt und in den oberen Geschossen wurden Deckengemälde für die Wohnräume erstellt. Die großen Rundbogenfenster sollen die hohen Räume im Erdgeschoss und ersten Obergeschoss ausreichend mit Licht durchfluten, die Geschosshöhe ist mit etwa 3,40 Metern in den Hauptgeschossen sehr hoch (üblich für die Gründerzeit) und der Nachbarbebauung überlegen. Von den über 40 Räumen die es noch heute gibt, ist die Backstube mit einer Raumflucht von gut 15 Metern in Nord-Süd-Achse der größte Raum im Gebäude. Zur Zeit der Erbauung waren wichtige architektonische Gegengewichte u. a. die Fürstliche Apotheke, der Ratskeller sowie Schloss Ebeleben. Weitere Werke Reimers waren die „Alte Schule“ in der Schulstraße (1906), das eigene Wohnhaus in der Lindenstraße 10 sowie die Villa am Zimmerplatz neben dem alten Jugendclub.

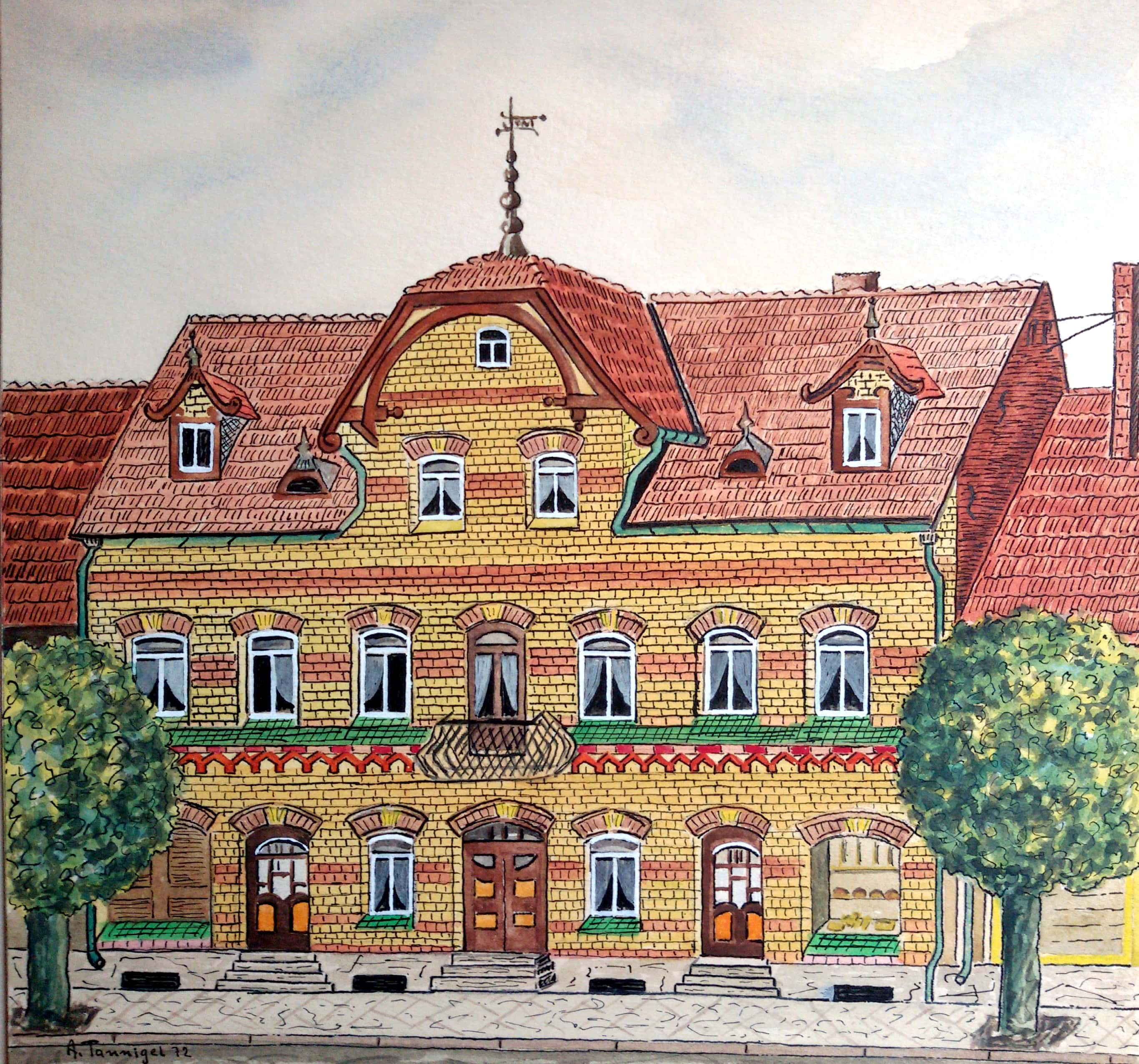
A. Tannigel 1972: Gemälde der Straßenfassade in der ursprünglichen Gestaltung.
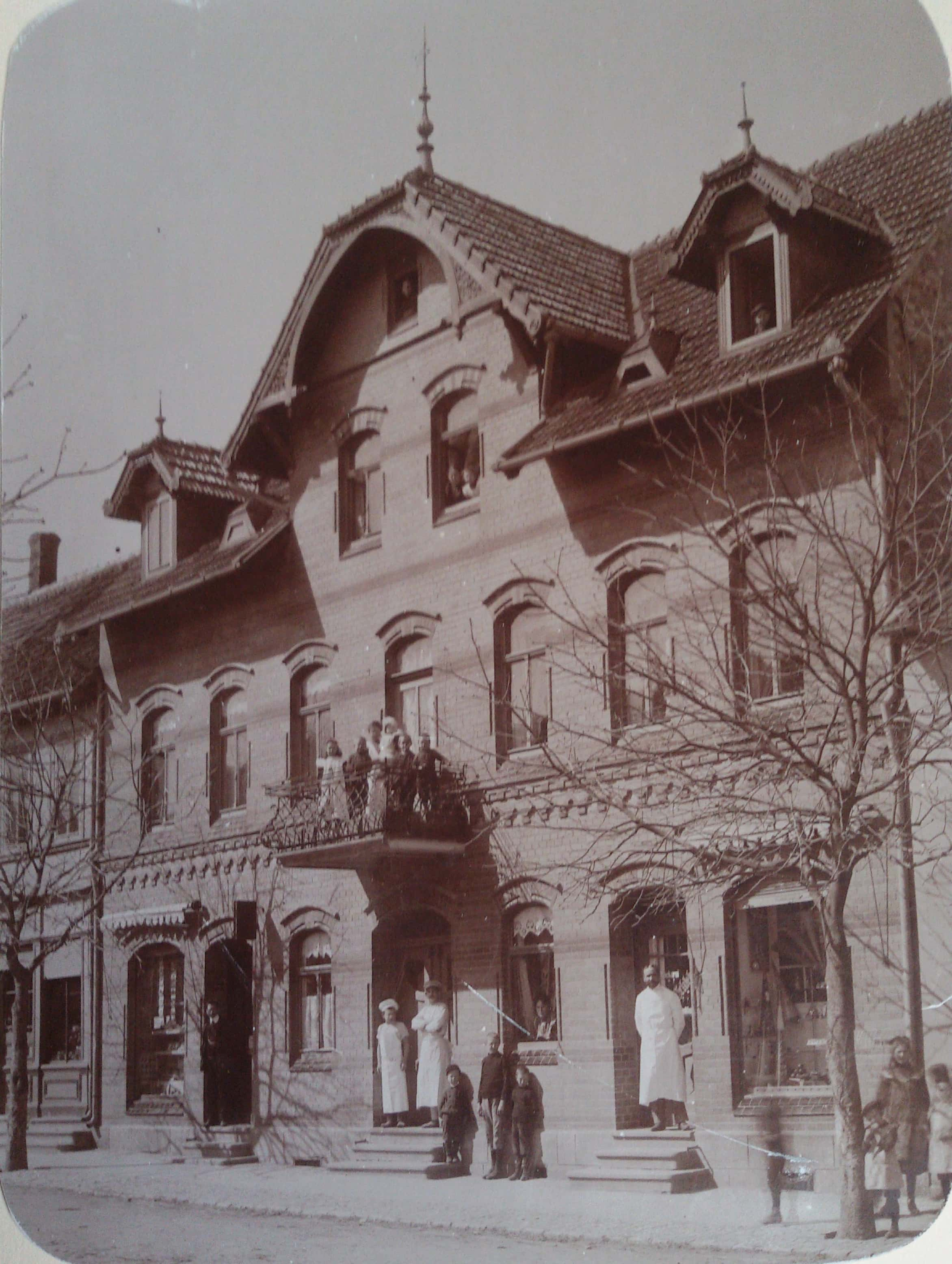
Fotoaufnahme um 1920: Die Bäckerei befindet sich noch auf der rechten Seite.
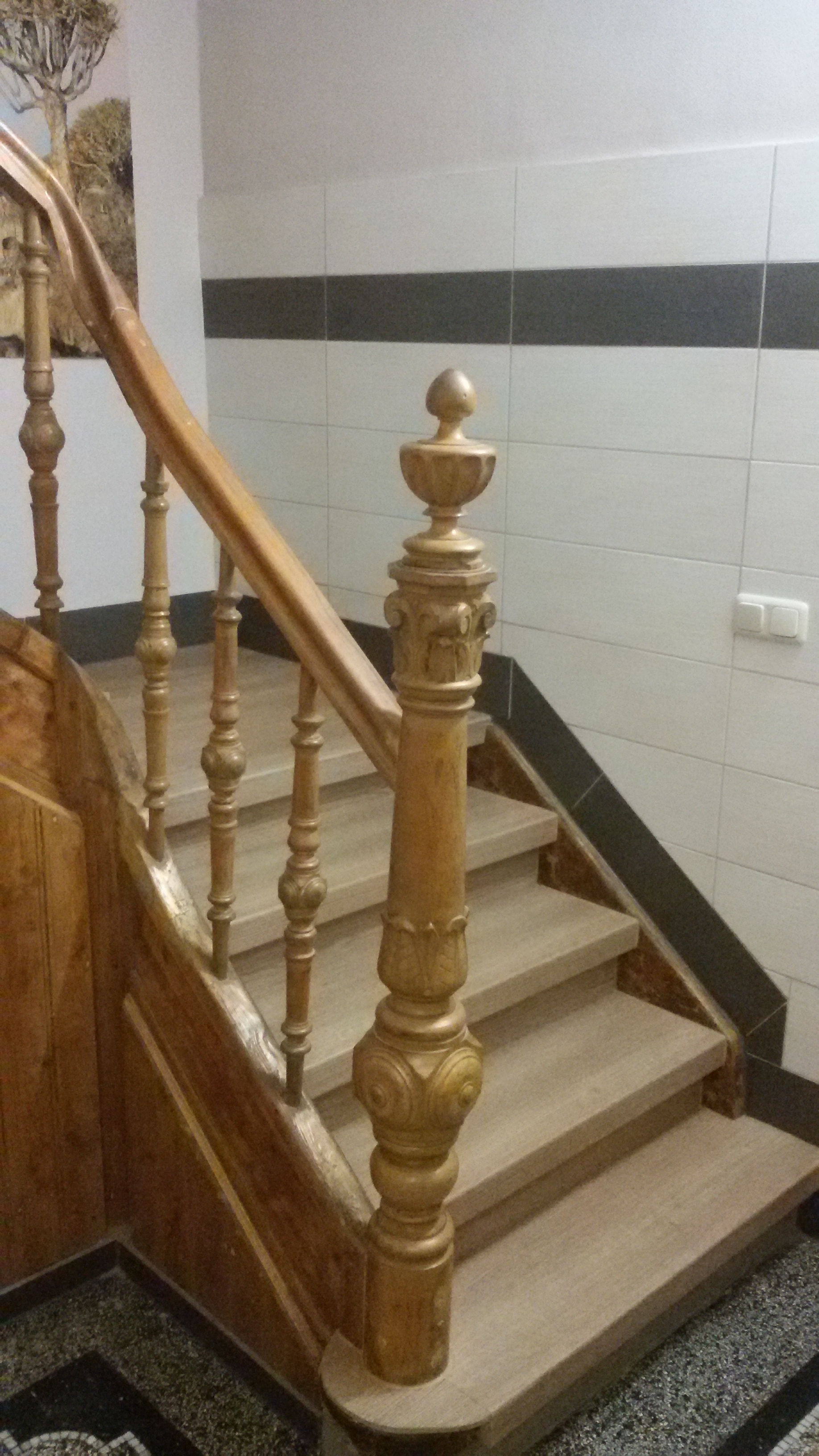
Aufstieg des heutigen Haupttreppenhauses mit dem originalen hölzernen Geländer und Handlauf.
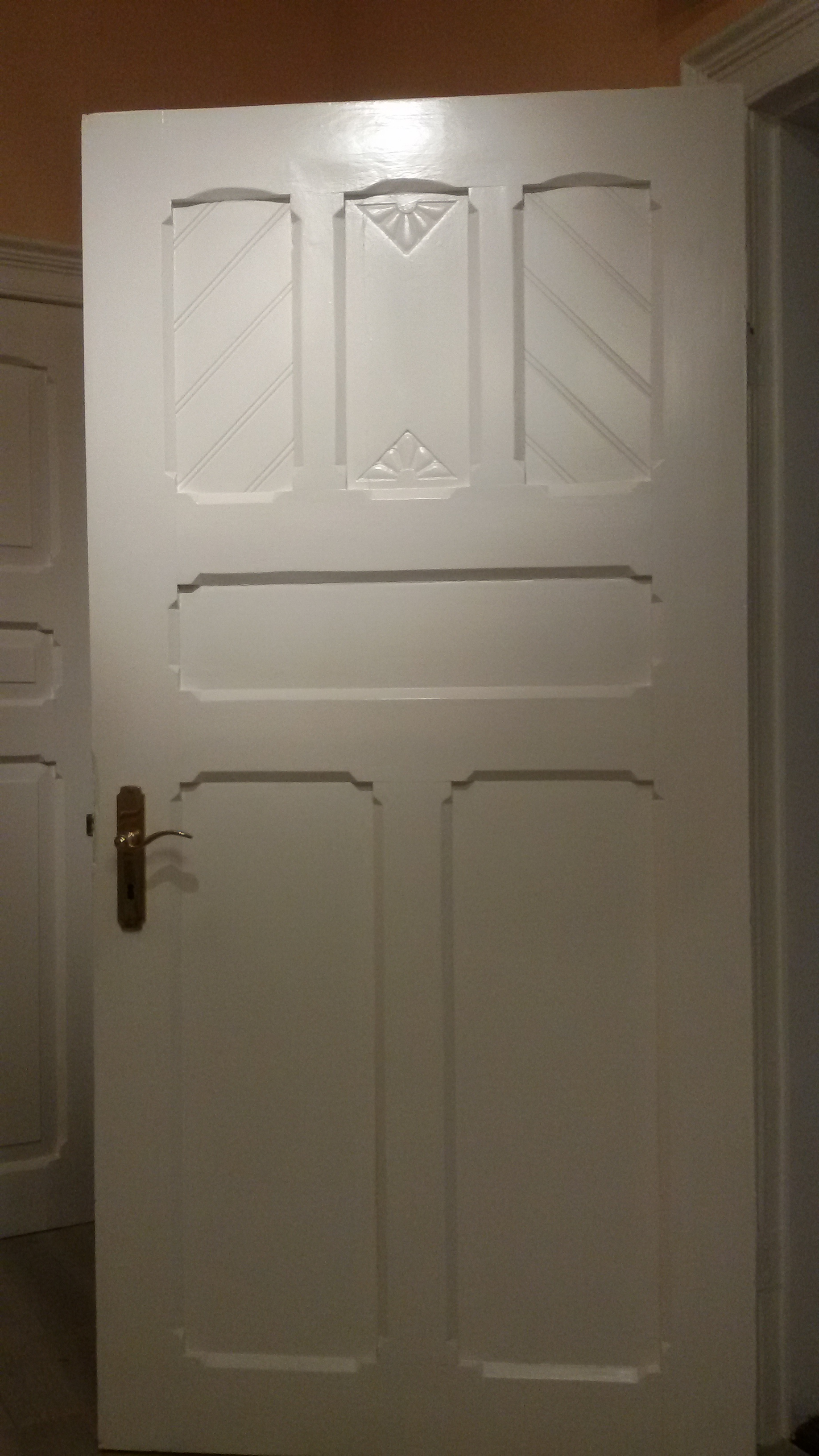
Gründerzeitliche Tür mit Zarge und goldfarbenem Beschlag. 1904 waren alle Türen Olivgrün gehalten.